# Eucalyptus conica
Eucalyptus conica es una especie de eucalipto perteneciente a la familia de las mirtáceas. Es un árbol de las laderas y llanuras de Nueva Gales del Sur y áreas adyacentes en Queensland. Aparece tan al norte como el Range Carnarvon.

## Descripción
Alcanza un tamaño de 20 metros de altura,  la corteza es de color gris escamosa  con algunas manchas más pálidas, agrietándose en cintas cortas. Las hojas adultas son lanceoladas o estrecho-lanceoladas, de 7 a 12 cm de largo, 0,8 a 2,5 cm de ancho y de color gerisáceo verde mate en ambos lados. Localmente frecuente, se encuentra en el bosque esclerófilo de hierba o seco, sobre todo en granito descompuesto, suelos fuertemente aluviales, los suelos arcillosos de fertilidad media; al norte de Wagga Wagga. Un árbol melífero. El fruto leñoso tienen forma cónica. 

## Taxonomía
Eucalyptus conica fue descrita por Maiden H.Deane y publicado en Proceedings of the Linnean Society of New South Wales 24: 613. 1900.
Etimología
Eucalyptus: nombre genérico que proviene del griego antiguo: eû = "bien, justamente" y kalyptós = "cubierto, que recubre". En Eucalyptus L'Hér., los pétalos, soldados entre sí y a veces también con los sépalos, forman parte del opérculo, perfectamente ajustado al hipanto, que se desprende a la hora de la floración.
conica: epíteto latíno que significa "cónica, con forma de cono".
 Sinonimia
- Eucalyptus baueriana var. conica (H.Deane & Maiden) Maiden[4][5]

## Bibliograría
- «Eucalyptus conica». PlantNET - NSW Flora Online. Consultado el 18 de febrero de 2010.
- A Field Guide to Eucalypts - Brooker & Kleinig volume 1, ISBN 0-909605-62-9 page 259